# Archytas inambaricus
Archytas inambaricus là một loài ruồi trong họ Tachinidae.